# 小川高廣
小川 高廣（おがわ たかひろ、1991年3月18日 - ）は、ジャパンラグビーリーグワン東芝ブレイブルーパス東京に所属するラグビー選手。

## プロフィール
- 福岡県出身。
- ポジションはスクラムハーフ (SH)。
- 身長: 172 cm、体重: 73 kg[1]
- ニックネームはたかひろ。
- 日本代表キャップは3。（2022年6月現在）
- 7人制日本代表に選ばれたことがある[2]。
- 東芝ブレイブルーパス共同主将（2019年-2023年）

## 略歴
6歳からラグビーを始めた。
2009年、東福岡高校卒業後、日本大学に入学する。
2012年、日本大学ラグビー部の主将に就任した。
2013年、日本大学卒業後、東芝ブレイブルーパス(現・東芝ブレイブルーパス東京)に加入。同年12月1日に行われたジャパンラグビートップリーグ2ndステージ第1節のトヨタ自動車ヴェルブリッツ戦に先発出場で公式戦初出場を果たす。 初出場時より出場した多くの試合でゴールキッカーを担当している。
2016年11月5日に行われたリポビタンDチャレンジカップ2016アルゼンチン戦にて途中出場で日本代表初キャップを獲得し、同年12月にはスーパーラグビーサンウルブズの2017年スコッドに入った。
2019年から2022-23年シーズンまで德永祥尭と共に東芝ブレイブルーパスの共同主将を務めた。

## 受賞歴

### ジャパンラグビーリーグワン
- 2022リーグワンベスト15(SH)